# Hornstedtia sanhan
Hornstedtia sanhan är en enhjärtbladig växtart som beskrevs av M.F.Newman. Hornstedtia sanhan ingår i släktet Hornstedtia och familjen Zingiberaceae.
Artens utbredningsområde är Vietnam. Inga underarter finns listade i Catalogue of Life.